# 赤ヘル片道特急券
赤ヘル片道特急券（あかへるかたみちとっきゅうけん）は、西日本旅客鉄道（JR西日本）広島支社が発売する山陽新幹線の特急券である。

## 概要
MAZDA Zoom-Zoom スタジアム広島（マツダスタジアム）での野球観戦者向けの割引切符で、広島駅発着の割引自由席特急券となっている。乗車券は付随しておらず、マツダスタジアムで公式戦・オープン戦が開催される日に有効な、当該区間を挟む在来線の定期券を窓口で提示することで販売を受けられる。新幹線の自動改札機での使用を想定しているため、ICOCA定期券では利用できない。
乗車券とセットになった赤ヘルきっぷの定期券利用者版といえるが、以下の点で異なる。
- のぞみ・みずほは使用できない（赤ヘルきっぷは利用可。ただし、そもそも赤ヘル片道特急券の設定区間に停車するのぞみ・みずほは存在しない）
- 購入時に球場入場券を提示する必要はない（赤ヘルきっぷは購入時の提示が必要）
- 片道のみの設定となっている（赤ヘルきっぷは往復割引切符）
- 試合が中止になっても払い戻しはない（通常の特急券と同様の扱い）

## 利用できる区間
- 山陽新幹線
  - 三原駅・東広島駅・新岩国駅と広島駅を発着する区間（=広島駅発着の特定特急券の設定されている区間）
    - 上記4駅でのみ販売する（広島発は広島駅でのみ、広島行はその他の3駅で販売）。有効期限は1日間。
    - 購入時に上記区間（東広島駅は西条駅と、新岩国駅は岩国駅と同一と見なす）が有効となる在来線定期券を提示する必要がある。